# 石原詢子
石原 詢子（いしはら じゅんこ、1968年〈昭和43年〉1月12日 - ）は、岐阜県揖斐郡池田町出身の演歌歌手。代表曲は「三日月情話」「夕霧海峡」「みれん酒」「ふたり傘」。吟詠家としても活動している。

## 来歴

### 生い立ち
6人兄弟の4番目、長女として誕生。兄や弟と一緒に野球や木登りをして遊ぶ活発な少女であった。
実家は詩吟の家元で、4歳から詩吟を習いはじめる。兄弟のなかでも毎日4時間の稽古に耐えたのは石原だけであった。12歳で師範代となり、高校時代は生徒への指導も行っていた。
小学4年生のときにテレビで石川さゆりの歌唱を目にして、将来は演歌歌手にという夢をもつ。子供ながらに上京計画を立て、小遣いやアルバイト代を貯金していた。

### 上京
歌手の道を父親に猛反対され、(1)新聞配達をする(2)自活する(3)毎日実家に電話をする(4)20歳までにチャンスを掴めなければ実家に戻るという条件で高校卒業と同時に上京。新聞配達・うどん屋・コンビニ・居酒屋・レンタルビデオ店のアルバイトを掛け持ちして歌のレッスンに通った。居酒屋で働く際は「お酒の出るお店で働くなんて、とドキドキした」と当時を振り返っている。冬場はしもやけをつくりながらも新聞配達を続けた。
上京当初は大田区平和島にある新聞販売店の寮で生活したが、下着を盗まれることが何度もあり半年で引っ越しをすることになった。翌夏には森口博子主演のミュージカルに本名の石原悦子名義で出演。森口からは現在でも「えっちゃん」と呼ばれている。
上京から1年あまり経った頃に、レコード会社によるスタジオ審査の機会に恵まれる。そこでは「演歌みち」（松原のぶえ）・「浮草ぐらし」（都はるみ）・「津軽海峡・冬景色」（石川さゆり）を歌唱。当時は様々なオーディションを受けるも落選しており、審査でも手応えを得られず「たぶんダメだろうな」と思っていた。しかし数日後に再びスタジオに来るよう連絡があり、CBSソニーとスリースタープロにスカウトされた。当時は化粧道具を持っておらず、素顔でスタジオを訪ねたため「お化粧ぐらいしてこいよ」と言われたという。演歌界はスカウトされても数年単位でデビューを待つのが普通であるが、トントン拍子でデビューの話が進む。

### 歌手デビュー
父親に「20歳までにチャンスを掴めなければ実家に戻る」ように言われていたが、20歳の誕生日を前に歌手デビューが決定。成人の日には岐阜に帰省して家族にデビュー決定の報告をした。1988年10月21日、CBSソニーより「ホレました」で歌手デビュー。キャッチフレーズは「演歌のアイドル（エンドル）」「私はあなたの日本一。」で、衣装も着物ではなくミニスカートであった。歌手の道に猛反対していた父親も、開店前からレコード店に並んで石原のデビューシングルを購入。応援団へと一変し、石原のメディア出演を楽しみとしていたという。
しかし、レコード会社には一押しの新人が別におり、石原との売り出しの格差は歴然であった。デビュー後の数年は下積みを経験する。テレビ・ラジオ出演はほとんどなく、全国のカラオケスナック、カラオケ喫茶をまわる日々を過ごした。キャンペーンに客が数人しか集まらなかったり、酒場での手売りが辛くて泣いたりすることもあったが「最初の5年が私を強くしてくれました」と石原は述懐している。

### 転機
デビュー7年目の1995年に「夕霧海峡」がヒットし頭角を現した。しかし、同曲の発売日を挟んだ約2週のあいだに両親が相次いで死去。両親はともに心筋梗塞を患っていた。葬儀の2日間だけスケジュールを空けて、悲しみを振り切るようにキャンペーンに明け暮れた。帰る場所をなくしたことで歌手として生きてゆく覚悟ができたという。
若手歌手として人気を伸ばし、1997年に長山洋子の後任としてNHK『どんとこい民謡』の司会に抜擢。1998年より『コメディーお江戸でござる』に準レギュラー出演。娘役だけでなく男役「詢吉」・タヌキ・妖怪などもコミカルに演じた。
1999年、スリースタープロのタレント部門解散に伴い、個人事務所「石原音楽事務所」を設立。

### 人気演歌歌手に
同年、悲恋を明るい曲調で歌う「みれん酒」がヒット。同曲はロングセールスとなり、翌2000年に『NHK紅白歌合戦』初出場を果たす。紅白は父親の夢でもあり、喜びの一方で両親に晴れ姿を見せられない悔しさもあったという。
2004年、第84回天皇杯全日本サッカー選手権決勝にて51,000人の観衆を前に国歌を歌唱した。
2006年に『終着駅』で舞台初主演、翌年は『東京』に主演（新宿スペース107）。ハロー!プロジェクトのメンバーが多く出演しており、前後の公演では安倍なつみ・後藤真希が主演を務めた。
2007年、故郷である岐阜県の「飛騨・美濃観光大使」第1号に就任した。

### 多様なジャンルへの挑戦
2011年、初の自作詞シングル「逢いたい、今すぐあなたに…。」を発表。「母が生きた証を形に残したい」との思いから作詞・作曲の際は母親の旧名「いとう冨士子」をペンネームとして用いている。その後、デビュー25周年を迎えた頃から「歌の幅を広げたい」という思いを強くしてゆく。これまでにフォーク歌謡の「あまやどり」、ロック調の「何も始まらないなら」、ポップスバラード「逢いたい、今すぐあなたに…。」「ただそばにいてくれて」をリリースし、ポップス調の歌にも定評がある。
2018年、生前の父親との約束を受けて詩吟揖水流詢風会（いすいりゅうじゅんぷうかい）を発足。歌手業のかたわら、東京と大阪を拠点に詩吟教室を開催している。9月には全曲詩吟のアルバム『詢風〜吟詠の世界〜』を発売した。中野サンプラザホールでの30周年コンサートでは、演歌だけでなく詩吟・歌謡浪曲・50歳で習い始めたピアノの弾き語りも披露した。
2021年、公式YouTubeチャンネル「詢ちゃんねる」を開設。自ら愛猫の動画を編集し、日常系動画の投稿やライブ配信を行っている。愛猫は友人から譲り受けたスコティッシュフォールドの兄妹で、折れ耳のだいず・立ち耳のきなこ・末っ子のあずき（詳細は後述）。愛猫はシングル「ただそばにいてくれて」のミュージックビデオにも登場している。
2023年、自身で作詞・作曲を手掛けた「五島椿」を発売し、五島市ふるさと大使・新上五島町観光物産大使に任命された。

## 人物

### 特徴
詢子の「詢」の字は「まこと」という意味。詩吟のほかに詩舞・剣舞の師範代でもある。身長161 cm。童顔の顔立ちで、笑うと口元にえくぼが出来る。
性格は本人いわく頑固、おっちょこちょい。坂本冬美によれば「色気がないから、私が兄で詢子ちゃんは弟だと言われている」。楽曲を提供した古内東子は「いい意味で男らしい」「要所要所に乙女チックなところが垣間見られる、乙女な部分があるのが魅力的」と評する。ファンからは「純粋さと透明感を失わないところ」「色っぽさと可愛さが同居した歌声」などを慕われている。
透明感と温かみのある、明るくやわらかい歌声が特徴。自身のラジオ番組で行った全シングル人気投票では30曲以上ある演歌を抑えて、ポップスの「ただそばにいてくれて」が3位にランクインした（1位「みれん酒」、2位「夕霧海峡」）。ボイストレーニングではJUJUやMr.Childrenの曲も歌っており、TBS『演歌の乱』でMr.Childrenの「innocent world」の歌唱を披露した。
一日署長を務めた際の婦人警官のほか、これまでにバスガール・眼鏡のOL・ブレザーの制服・セーラー服・陸上部員・女教師といった衣装を歌番組などで着用している。本人はコスプレの演出も楽しんでいるという。
公式ブログでは「すっぴん」の写真をたびたび公開している。

### 嗜好
好きな食べ物はラーメン・うどん・焼きそば・イカ・桃など。アルバイト時代は給料日にラーメンを食べに行くことが楽しみであった。最後の晩餐に食べたいのは東京都「えぞ菊」の味噌ラーメンだと述べている。また、幼少期から変わらずにベビースターラーメンが大好物である。
好きなアーティストは浜田省吾で、コンサートには足を運ぶようにしている。中学時代は松本伊代のファンであり、初めて小遣いで購入したレコードは松本のファーストアルバム『センチメンタルI・Y・O』。そのほかにカントリーミュージックを好んでおり、大ファンであるアラン・ジャクソンと対面した際には、頭が真っ白になって何も喋ることができず「ファン心理」を実感した。
かつて愛猫が亡くなった際に「こんな辛い思いをするなら二度と動物は飼わない」と決めて、10年以上ペットを飼わなかった。その後、コロナ禍や友人の勧めもあり、葛藤の末に岐阜の同級生から子猫を譲り受けた。愛猫のあずきは先天性の骨形成不全症という難病の疑いと股関節脱臼のため、譲り受けた当初は片脚を伸ばした形で引きずっていた。手術をしても治らないと診断されたが、毎日のリハビリによって関節が繋がり、普通に歩いたり高い所に登ったりできるようになったという。公式YouTubeチャンネル「詢ちゃんねる」ではその過程を公開している。
ジャージに凝っており、外出用と部屋着用とで使い分けている。
恋愛については「じっくり、じーっくり好きになる」タイプ。インタビューにて「見た目がかっこいいことには男性の魅力を感じない」と述べていた。理想の男性は朴訥とした人で「結婚するなら西田敏行さんのような方」と憧れている。西田が亡くなった際には、共演時のツーショットを公開し「西田さんの笑顔は永遠に私の心の中で輝いています」と追悼した。

### 趣味
絵を描くことが好きでNHKハート展に参加したことがあるほか、シングル作品には盤面に石原による絵を施した物もある。
また料理好きで、仕事場に弁当を持参する際はスタッフの分まで手作りしている。高校時代も自分で弁当を作っていた。大家族で母親の手伝いをして育ったため、煮物などの家庭料理が得意である。
中学時代はテニス部に所属。ゴルフのアベレージスコアは95前後、ベストスコアは2024年の79。水泳が得意で、デビュー当時は近所の区営プールに通っていた。2025年現在は伍代夏子主宰の卓球同好会「美魔女艶歌卓球部」に参加している。
デビュー当時は赤川次郎のファン。歴史関係の本も好きである。
2000年頃は家庭用ゲーム機PlayStation 2を所有し、ゲームに熱中していた。

### 交友関係
浪曲師の二葉百合子に師事。同じく二葉門下生の原田悠里・坂本冬美・藤あや子・島津亜矢と「二葉組」を結成し、定期的に集まっている。また、石原が歌手を志したきっかけである石川さゆりも姉弟子にあたる。石原と同じく未婚の坂本は「私が結婚しないとお嫁に行けないということなんですよ。私のことは気にしないでご自由にどうぞ。先に！」と述べている。年下の島津とは「じゅんじゅん」「あやや」と呼び合う仲で、島津は「緊張の私の心を和らげようと、優しく手を握ってくれた」と舞台裏での石原とのエピソードを明かしている。
後輩歌手の大石まどかとは一緒に旅行をしたり、北海道にある大石の実家に泊まったりする間柄である。
ストレスで声が出なくなったために長期休養し、その後歌手復帰を果たした岩本公水は「私も詢子さんみたいな先輩になれるように……、後輩にも優しくしてあげたい……」「私が苦しい時……、いつも、どんな時も支えて下さった詢子さん。一生忘れません」と公式ブログに綴っている。

### デビューまで
幼少期は近所の子供たちと岐阜の野山を駆け回っていたが、中学以降は一変して「大人しかった」「クラスの男子と話した記憶がない」と振り返っている。上京当初は都市部の実態を知らなかったため、路上で寝ているホームレスや酔っ払いを見つけるたびに「大丈夫ですか？」と声を掛けていた。
石原が勤務した新聞販売店は2008年時点で現存しており、雑誌の企画で訪問、店主の夫人と再会した。女性は石原を「えっちゃん」と呼び、石原が18歳という年齢の割に無防備であったために、男性従業員を近づけないよう神経を使ったと、当時の裏話を語った。
演歌歌手は両親が演歌好きという環境で育った者が多く、子供を歌手にすべく家族が先導する例も少なくない。また、各地のカラオケ大会でスカウトされてデビューするのが主流であり、父親の反対のもとでツテもなく上京した石原は珍しいケースである。
1980年代後半、CBSソニーの関係者は「アイドル気のない子が演歌に行く」状況であるとして「ビジュアルの良い子が出てきたらいいのに」と考えていた。石原は所属事務所がチェッカーズを擁するスリースタープロであったことから、楽曲・衣装ともに自然とアイドル的な路線がとられた。

## ディスコグラフィ

### シングル
- 「いとう冨士子」は石原のペンネーム。

| #  | 発売日          | 曲順 | タイトル                                | 作詞           | 作曲         | 編曲       | オリコン 最高順位 | レーベル          | 規格品番  |
| -- | --------------- | ---- | --------------------------------------- | -------------- | ------------ | ---------- | ----------------- | ----------------- | --------- |
| 1  | 1988年 10月21日 | A面  | ホレました                              | 山本伊織       | 長沢ヒロ     | 長沢ヒロ   | -                 | CBS ソニー        | 07SH-3115 |
| 1  | 1988年 10月21日 | B面  | はんぶん東京人                          | 山本伊織       | 長沢ヒロ     | 長沢ヒロ   | -                 | CBS ソニー        | 07SH-3115 |
| 2  | 1989年 6月21日  | A面  | あなたにとまれ                          | 松本礼児       | むらさき幸   | 馬場良     | -                 | CBS ソニー        | 07SH-3299 |
| 2  | 1989年 6月21日  | B面  | 夢落葉                                  | 松本礼児       | むらさき幸   | 高田弘     | -                 | CBS ソニー        | 07SH-3299 |
| 3  | 1990年 4月8日   | 01   | 恋岬                                    | 水木れいじ     | 四方章人     | 斉藤恒夫   | -                 | CBS ソニー        | CSDL-3069 |
| 3  | 1990年 4月8日   | 02   | 今夜だけ泣いて                          | 松本礼児       | むらさき幸   | 前田俊明   | -                 | CBS ソニー        | CSDL-3069 |
| 4  | 1991年 3月21日  | 01   | 残り紅                                  | 吉岡治         | 弦哲也       | 桜庭伸幸   | -                 | CBS ソニー        | CSDL-3236 |
| 4  | 1991年 3月21日  | 02   | 月見草                                  | 水木れいじ     | 四方章人     | 斉藤恒夫   | -                 | CBS ソニー        | CSDL-3236 |
| 5  | 1992年 2月21日  | 01   | 雨の居酒屋                              | たきのえいじ   | 叶弦大       | 前田俊明   | -                 | Sony Records      | SRDL-3438 |
| 5  | 1992年 2月21日  | 02   | 道しるべ                                | たきのえいじ   | 市川昭介     | 前田俊明   | -                 | Sony Records      | SRDL-3438 |
| 6  | 1992年 12月12日 | 01   | 郡上の詩                                | 森省三         | 叶弦大       | 丸山雅仁   | -                 | Sony Records      | SRDL-3597 |
| 6  | 1992年 12月12日 | 02   | 長良川                                  | 森省三         | 新田守生     | 丸山雅仁   | -                 | Sony Records      | SRDL-3597 |
| 7  | 1993年 6月21日  | 01   | 北しぐれ                                | 北野彩         | 叶弦大       | 丸山雅仁   | -                 | Sony Records      | SRDL-3687 |
| 7  | 1993年 6月21日  | 02   | 北の帰り道                              | 五番町与一     | 森幸生       | 丸山雅仁   | -                 | Sony Records      | SRDL-3687 |
| 8  | 1994年 9月21日  | 01   | 三日月情話                              | 岡田冨美子     | 川口真       | 川村栄二   | -                 | Sony Records      | SRDL-3911 |
| 8  | 1994年 9月21日  | 02   | 夜汽車                                  | 岡田冨美子     | 川口真       | 川村栄二   | -                 | Sony Records      | SRDL-3911 |
| 9  | 1995年 8月2日   | 01   | 夕霧海峡                                | 水木れいじ     | 岡千秋       | 丸山雅仁   | -                 | Sony Records      | SRDL-4046 |
| 9  | 1995年 8月2日   | 02   | 祝い節                                  | 水木れいじ     | 岡千秋       | 丸山雅仁   | -                 | Sony Records      | SRDL-4046 |
| 10 | 1996年 10月21日 | 01   | 桟橋                                    | たきのえいじ   | 四方章人     | 丸山雅仁   | -                 | Sony Records      | SRDL-4275 |
| 10 | 1996年 10月21日 | 02   | 明日坂                                  | 里村龍一       | 叶弦大       | 前田俊明   | -                 | Sony Records      | SRDL-4275 |
| 11 | 1997年 6月21日  | 01   | 手鏡                                    | たきのえいじ   | 山口ひろし   | 丸山雅仁   | -                 | Sony Records      | SRDL-4379 |
| 11 | 1997年 6月21日  | 02   | 浮世舟                                  | たきのえいじ   | 山口ひろし   | 丸山雅仁   | -                 | Sony Records      | SRDL-4379 |
| 12 | 1998年 4月22日  | 01   | 人恋しぐれ                              | 里村龍一       | 水森英夫     | 馬場良     | -                 | Sony Records      | SRDL-4505 |
| 12 | 1998年 4月22日  | 02   | 花暦                                    | たきのえいじ   | 四方章人     | 丸山雅仁   | -                 | Sony Records      | SRDL-4505 |
| 13 | 1999年 4月21日  | 01   | みれん酒                                | 里村龍一       | 水森英夫     | 石倉重信   | 37位              | Sony Records      | SRDL-4624 |
| 13 | 1999年 4月21日  | 02   | えにしの糸                              | たきのえいじ   | 四方章人     | 丸山雅仁   | 37位              | Sony Records      | SRDL-4624 |
| 14 | 2000年 4月19日  | 01   | おんなの涙                              | 麻こよみ       | 岡千秋       | 南郷達也   | 44位              | Sony Records      | SRDL-4688 |
| 14 | 2000年 4月19日  | 02   | 夜泣き鳥                                | 麻こよみ       | 岡千秋       | 南郷達也   | 44位              | Sony Records      | SRDL-4688 |
| 15 | 2001年 2月21日  | 01   | 浜唄                                    | たきのえいじ   | 岡千秋       | 池多孝春   | 49位              | Sony Records      | SRDL-4699 |
| 15 | 2001年 2月21日  | 02   | ふるさと恋唄                            | 麻こよみ       | 岡千秋       | 石倉重信   | 49位              | Sony Records      | SRDL-4699 |
| 16 | 2002年 2月20日  | 01   | あなたと生きる                          | 麻こよみ       | 水森英夫     | 石倉重信   | 34位              | Sony Records      | SRDL-4711 |
| 16 | 2002年 2月20日  | 02   | 明日坂 （「宝船」入り）                 | 里村龍一       | 叶弦大       | 前田俊明   | 34位              | Sony Records      | SRDL-4711 |
| 17 | 2002年 8月21日  | 01   | きずな酒                                | 里村龍一       | 叶弦大       | 前田俊明   | 30位              | Sony Records      | SRDL-4714 |
| 17 | 2002年 8月21日  | 02   | おんなの春                              | 里村龍一       | 水森英夫     | 伊戸のりお | 30位              | Sony Records      | SRDL-4714 |
| 18 | 2003年 5月21日  | 01   | ふたり傘                                | 里村龍一       | 叶弦大       | 石倉重信   | 33位              | Sony Records      | SRDL-4721 |
| 18 | 2003年 5月21日  | 02   | ほたるのふる里                          | 里村龍一       | 叶弦大       | 石倉重信   | 33位              | Sony Records      | SRDL-4721 |
| 19 | 2004年 1月21日  | 01   | 明日坂                                  | 里村龍一       | 叶弦大       | 前田俊明   | 29位              | Sony Records      | SRCL-5648 |
| 19 | 2004年 1月21日  | 02   | 明日坂 （詩吟「宝船」入り）             | 里村龍一       | 叶弦大       | 前田俊明   | 29位              | Sony Records      | SRCL-5648 |
| 20 | 2004年 8月18日  | 01   | 紅い月                                  | 仁井谷俊也     | 五木ひろし   | 池多孝春   | 34位              | Sony Records      | SRCL-5784 |
| 20 | 2004年 8月18日  | 02   | 春の恋唄                                | 荒木とよひさ   | 五木ひろし   | 前田俊明   | 34位              | Sony Records      | SRCL-5784 |
| 21 | 2005年 1月26日  | 01   | おもいでの雨                            | 三浦康照       | 影山時則     | 前田俊明   | 35位              | Sony Records      | SRCL-5876 |
| 21 | 2005年 1月26日  | 02   | この世で一番好きな人                    | 三浦康照       | 影山時則     | 伊戸のりお | 35位              | Sony Records      | SRCL-5876 |
| 22 | 2005年 8月24日  | 01   | あまやどり                              | 永井龍雲       | 永井龍雲     | 矢野立美   | 36位              | Sony Records      | SRCL-5958 |
| 22 | 2005年 8月24日  | 02   | 桜貝のかほり                            | 岡田冨美子     | 永井龍雲     | 石川鷹彦   | 36位              | Sony Records      | SRCL-5958 |
| 23 | 2006年 4月26日  | 01   | ふたり川                                | 麻こよみ       | 岡千秋       | 南郷達也   | 26位              | Sony Records      | SRCL-6271 |
| 23 | 2006年 4月26日  | 02   | 散るは涙か花びらか                      | 麻こよみ       | 岡千秋       | 南郷達也   | 26位              | Sony Records      | SRCL-6271 |
| 24 | 2007年 3月7日   | 01   | 淡墨桜                                  | 下地亜記子     | 徳久広司     | 南郷達也   | 36位              | Sony Records      | SRCL-6507 |
| 24 | 2007年 3月7日   | 02   | 迷い蛍                                  | 下地亜記子     | 四方章人     | 前田俊明   | 36位              | Sony Records      | SRCL-6507 |
| 25 | 2008年 3月5日   | 01   | なごり雨                                | たきのえいじ   | 徳久広司     | 南郷達也   | 35位              | Sony Records      | SRCL-6743 |
| 25 | 2008年 3月5日   | 02   | 一人静                                  | たきのえいじ   | 徳久広司     | 南郷達也   | 35位              | Sony Records      | SRCL-6743 |
| 26 | 2008年 9月3日   | 01   | 寿 契り酒                               | 下地亜記子     | 徳久広司     | 南郷達也   | 32位              | Sony Records      | SRCL-6855 |
| 26 | 2008年 9月3日   | 02   | 寿 契り酒 （詩吟「結婚を賀す」入り）    | 下地亜記子     | 徳久広司     | 南郷達也   | 32位              | Sony Records      | SRCL-6855 |
| 27 | 2009年 5月27日  | 01   | 風よ吹け                                | 仁井谷俊也     | 弦哲也       | 前田俊明   | 48位              | Sony Records      | SRCL-7000 |
| 27 | 2009年 5月27日  | 02   | 月のエレジー                            | 仁井谷俊也     | 弦哲也       | 弦哲也     | 48位              | Sony Records      | SRCL-7000 |
| 28 | 2010年 1月27日  | 01   | ひとり日本海                            | 仁井谷俊也     | 弦哲也       | 前田俊明   | 40位              | Sony Records      | SRCL-7211 |
| 28 | 2010年 1月27日  | 02   | 港が見える丘                            | 東辰三         | 東辰三       | 矢田部正   | 40位              | Sony Records      | SRCL-7211 |
| 28 | 2010年 1月27日  | 03   | リンゴの唄                              | サトウハチロー | 万城目正     | 矢田部正   | 40位              | Sony Records      | SRCL-7211 |
| 29 | 2011年 4月13日  | 01   | 逢いたい、今すぐあなたに…。             | いとう冨士子   | 国安修二     | 若草恵     | 49位              | Sony Music Direct | MHCL-1894 |
| 29 | 2011年 4月13日  | 02   | アカシアの雨がやむとき                  | 水木かおる     | 藤原秀行     | 矢田部正   | 49位              | Sony Music Direct | MHCL-1894 |
| 29 | 2011年 4月13日  | 03   | 上を向いて歩こう                        | 永六輔         | 中村八大     | 矢田部正   | 49位              | Sony Music Direct | MHCL-1894 |
| 30 | 2011年 9月21日  | 01   | しあわせの花                            | 水木れいじ     | 市川昭介     | 石倉重信   | 50位              | Sony Music Direct | MHCL-1967 |
| 30 | 2011年 9月21日  | 02   | ふたりづれ                              | 水木れいじ     | 市川昭介     | 石倉重信   | 50位              | Sony Music Direct | MHCL-1967 |
| 31 | 2012年 9月19日  | 01   | よりそい草                              | 森坂とも       | 水森英夫     | 石倉重信   | 29位              | Sony Music Direct | MHCL-2137 |
| 31 | 2012年 9月19日  | 02   | 一途                                    | いとう冨士子   | いとう冨士子 | 前田俊明   | 29位              | Sony Music Direct | MHCL-2137 |
| 32 | 2013年 7月3日   | 01   | さよなら酒                              | 森坂とも       | 水森英夫     | 石倉重信   | 37位              | Sony Music Direct | MHCL-2295 |
| 32 | 2013年 7月3日   | 02   | 蘇州夜曲                                | 西條八十       | 服部良一     | 矢田部正   | 37位              | Sony Music Direct | MHCL-2295 |
| 32 | 2013年 7月3日   | 03   | 東京ブギウギ                            | 鈴木勝         | 服部良一     | 矢田部正   | 37位              | Sony Music Direct | MHCL-2295 |
| 33 | 2014年 4月23日  | 01   | 濃尾恋歌                                | 冬弓ちひろ     | 吉幾三       | 京建輔     | 42位              | Sony Music Direct | MHCL-2439 |
| 33 | 2014年 4月23日  | 02   | 千年先まで…                             | 石原詢子       | 吉幾三       | 京建輔     | 42位              | Sony Music Direct | MHCL-2439 |
| 34 | 2015年 4月8日   | 01   | 港ひとり                                | 下地亜記子     | 四方章人     | 丸山雅仁   | 46位              | Sony Music Direct | MHCL-2510 |
| 34 | 2015年 4月8日   | 02   | おんな雨                                | 下地亜記子     | 四方章人     | 前田俊明   | 46位              | Sony Music Direct | MHCL-2510 |
| 35 | 2016年 3月9日   | 01   | 化粧なおし                              | たきのえいじ   | 杉本眞人     | 宮崎慎二   | 45位              | Sony Music Direct | MHCL-2575 |
| 35 | 2016年 3月9日   | 02   | すみだ川夜曲                            | 冬弓ちひろ     | 杉本眞人     | 宮崎慎二   | 45位              | Sony Music Direct | MHCL-2575 |
| 36 | 2017年 2月22日  | 01   | 女の花舞台                              | さくらちさと   | 四方章人     | 石倉重信   | -                 | Sony Music Direct | MHCL-2676 |
| 36 | 2017年 2月22日  | 02   | 春航路                                  | 幸田りえ       | 四方章人     | 石倉重信   | -                 | Sony Music Direct | MHCL-2676 |
| 37 | 2017年 9月6日   | 01   | 雪散華〜ゆきさんげ〜                    | 冬弓ちひろ     | 徳久広司     | 前田俊明   | -                 | Sony Music Direct | MHCL-2707 |
| 37 | 2017年 9月6日   | 02   | 涙に抱かれて                            | 下地亜記子     | 徳久広司     | 南郷達也   | -                 | Sony Music Direct | MHCL-2707 |
| 38 | 2018年 4月11日  | 01   | 遥かな道                                | 冬弓ちひろ     | 岡千秋       | 南郷達也   | 34位              | Sony Music Direct | MHCL-2743 |
| 38 | 2018年 4月11日  | 02   | 細石〜さざれいし〜 （詩吟「細石」入り） | 鮫島琉星       | 岡千秋       | 南郷達也   | 34位              | Sony Music Direct | MHCL-2743 |
| 39 | 2019年 5月15日  | 01   | 通り雨                                  | 冬弓ちひろ     | 岡千秋       | 南郷達也   | 33位              | Sony Music Direct | MHCL-2804 |
| 39 | 2019年 5月15日  | 02   | こころに春を                            | 小金井一正     | 岡千秋       | 若草恵     | 33位              | Sony Music Direct | MHCL-2804 |
| 40 | 2019年 12月11日 | 01   | ひとり酔いたくて                        | 吉井省一       | 岡千秋       | 南郷達也   | -                 | Sony Music Direct | MHCL-2836 |
| 40 | 2019年 12月11日 | 02   | 大阪おかん                              | 茂木けんじ     | 岡千秋       | 南郷達也   | -                 | Sony Music Direct | MHCL-2836 |
| 41 | 2021年 5月19日  | 01   | ただそばにいてくれて                    | 古内東子       | 古内東子     | 河野伸     | -                 | Sony Music Direct | MHCL-2901 |
| 41 | 2021年 5月19日  | 02   | ひと粒                                  | 古内東子       | 古内東子     | 河野伸     | -                 | Sony Music Direct | MHCL-2901 |
| 42 | 2023年 5月24日  | 01   | 五島椿                                  | いとう冨士子   | いとう冨士子 | 若草恵     | -                 | Sony Music Labels | MHCL-3029 |
| 42 | 2023年 5月24日  | 02   | 流れる雲に                              | いとう冨士子   | いとう冨士子 | 若草恵     | -                 | Sony Music Labels | MHCL-3029 |
| 42 | 2023年 5月24日  | 03   | 予感                                    | 岡田冨美子     | 川口真       | 川口真     | -                 | Sony Music Labels | MHCL-3029 |
| 43 | 2024年 7月10日  | 01   | 風花岬                                  | いとう冨士子   | いとう冨士子 | 若草恵     | 40位              | Sony Music Labels | MHCL-3094 |
| 43 | 2024年 7月10日  | 02   | 母春秋                                  | 菅麻貴子       | 杉本眞人     | 佐藤和豊   | 40位              | Sony Music Labels | MHCL-3094 |

#### 配信限定シングル
| 発売日          | 曲順 | タイトル                      | 作詞       | 作曲   | 編曲   | レーベル          |
| --------------- | ---- | ----------------------------- | ---------- | ------ | ------ | ----------------- |
| 2022年 10月21日 | 01   | 予感                          | 岡田冨美子 | 川口真 | 川口真 | Sony Music Labels |
| 2022年 10月21日 | 02   | 予感 （オリジナル・カラオケ） | 岡田冨美子 | 川口真 | 川口真 | Sony Music Labels |

#### デュエット・シングル
| 発売日          | デュエット | 曲順 | タイトル           | 作詞         | 作曲     | 編曲       | レーベル     | 規格品番  |
| --------------- | ---------- | ---- | ------------------ | ------------ | -------- | ---------- | ------------ | --------- |
| 1991年 9月21日  | 内藤国雄   | 01   | 夜のおとぎばなし   | 松井由利夫   | 市川昭介 | 池多孝春   | Sony Records | SRDL-3352 |
| 1999年 11月20日 | 浜圭介     | 01   | 三人の女           | たきのえいじ | 浜圭介   | 石倉重信   | Sony Records | SRDL-4672 |
| 2010年 10月27日 | 国安修二   | 01   | 何も始まらないなら | 夏目純       | 国安修二 | 十川ともじ | Sony Records | SRCL-7417 |
| 2010年 10月27日 | 国安修二   | 02   | Tokyo              | 伊藤薫       | 国安修二 | 佐々木章   | Sony Records | SRCL-7417 |

### アルバム

#### オリジナル・アルバム
| 発売日        | タイトル                   | レーベル          | 規格品番                                        |
| ------------- | -------------------------- | ----------------- | ----------------------------------------------- |
| 1990年6月1日  | 片想い                     | CBS・ソニー       | CSCL-1151                                       |
| 2003年6月18日 | 日本の祭り                 | Sony Records      | SRCL-5581〜82【初回限定盤】 SRCL-5583【通常盤】 |
| 2008年6月4日  | しあわせ演歌・石原詢子です | Sony Records      | SRCL-6800                                       |
| 2018年9月5日  | 詢風〜吟詠の世界〜         | Sony Music Direct | MHCL-2767                                       |

#### ベスト・アルバム
| 発売日         | タイトル                                            | レーベル          | 規格品番      |
| -------------- | --------------------------------------------------- | ----------------- | ------------- |
| 1999年6月19日  | スーパー・コレクション                              | Sony Records      | SRCL-4559     |
| 2000年6月21日  | ベスト・コレクション                                | Sony Records      | SRCL-4858     |
| 2001年6月20日  | ベスト・オブ・ベスト                                | Sony Records      | SRCL-5101     |
| 2002年6月19日  | 最新ベスト                                          | Sony Records      | SRCL-5369     |
| 2007年10月24日 | デビュー20周年記念スーパーシングルコレクション 源風 | Sony Records      | SRCL-6655〜56 |
| 2007年11月20日 | スーパー・ベスト                                    | Sony Music Direct | DQCL-1162     |
| 2012年10月31日 | ベスト・セレクション                                | Sony Music Direct | MHCL-2160     |
| 2013年2月6日   | カラオケ付きベスト                                  | Sony Music Direct | MHCL-2223     |
| 2014年11月12日 | ヒットコレクション                                  | Sony Music Direct | MHCL-2482     |
| 2015年6月24日  | 大全集〜シングルベスト〜                            | Sony Music Direct | MHCL-2532〜33 |
| 2016年6月29日  | 秘蔵名曲全集〜カップリングコレクション〜            | Sony Music Direct | MHCL-2606     |
| 2024年11月6日  | ザ・ベスト                                          | Sony Music Labels | MHCL-3113     |

- 全曲集シリーズ

| 発売日         | タイトル                                       | レーベル          | 規格品番      |
| -------------- | ---------------------------------------------- | ----------------- | ------------- |
| 1992年11月1日  | 最新ヒット全曲集                               | Sony Records      | SRCL-2499     |
| 1993年11月1日  | ヒット全曲集'94                                | Sony Records      | SRCL-2776     |
| 1994年11月2日  | ヒット全曲集'95                                | Sony Records      | SRCL-3038     |
| 1995年11月1日  | ヒット全曲集'96                                | Sony Records      | SRCL-3388     |
| 1996年11月21日 | ヒット全曲集'97                                | Sony Records      | SRCL-3701     |
| 1997年11月1日  | ヒット全曲集'98                                | Sony Records      | SRCL-4108     |
| 1998年10月31日 | ヒット全曲集'99                                | Sony Records      | SRCL-4398     |
| 1999年11月3日  | 最新ヒット全曲集                               | Sony Records      | SRCL-4677     |
| 2000年11月22日 | 最新ヒット全曲集16                             | Sony Records      | SRCL-4964     |
| 2001年11月21日 | 全曲集                                         | Sony Records      | SRCL-5263     |
| 2002年11月20日 | 全曲集                                         | Sony Records      | SRCL-5473     |
| 2003年11月19日 | 全曲集                                         | Sony Records      | SRCL-5635     |
| 2004年11月17日 | 最新ヒット全曲集                               | Sony Records      | SRCL-5844     |
| 2005年11月9日  | 最新ヒット全曲集'06                            | Sony Records      | SRCL-6070     |
| 2006年11月8日  | ヒット全曲集'07                                | Sony Records      | SRCL-6431     |
| 2008年11月26日 | 最新ヒット全曲集2009                           | Sony Records      | SRCL-6913     |
| 2009年11月18日 | 最新ヒット全曲集2010                           | Sony Records      | SRCL-7163     |
| 2010年11月10日 | 最新ヒット全曲集2011                           | Sony Records      | SRCL-7420     |
| 2011年11月16日 | 最新ヒット全曲集2012                           | Sony Music Direct | MHCL-1984     |
| 2013年11月6日  | 【デビュー25周年スペシャル・ベスト】全曲集2014 | Sony Music Direct | MHCL-2360〜61 |
| 2015年11月4日  | 全曲集2016                                     | Sony Music Direct | MHCL-2561     |
| 2016年11月9日  | 全曲集2017                                     | Sony Music Direct | MHCL-2644     |
| 2017年11月8日  | 全曲集2018                                     | Sony Music Direct | MHCL-2730     |
| 2018年11月7日  | 全曲集2019                                     | Sony Music Direct | MHCL-2790     |
| 2019年11月6日  | 全曲集2020                                     | Sony Music Direct | MHCL-2828     |
| 2020年11月4日  | 全曲集2021                                     | Sony Music Direct | MHCL-2865     |
| 2021年11月3日  | 特選演歌・ヒット全曲集                         | Sony Music Direct | MHCL-2945     |
| 2023年11月8日  | ベストヒット全曲集                             | Sony Music Labels | MHCL-3055     |

#### カバー・アルバム
| 発売日         | タイトル                                             | レーベル          | 規格品番  |
| -------------- | ---------------------------------------------------- | ----------------- | --------- |
| 2009年7月22日  | 日本名曲集                                           | Sony Records      | SRCL-6970 |
| 2013年10月23日 | 我がこころの愛唱歌〜夢と希望に満ちてたあの時代〜     | Sony Music Direct | MHCL-2357 |
| 2015年4月8日   | 我がこころの愛唱歌II〜人情と活気に溢れてたあの時代〜 | Sony Music Direct | MHCL-2508 |

#### CD-BOX
| 発売日         | タイトル            | レーベル          | 規格品番      |
| -------------- | ------------------- | ----------------- | ------------- |
| 2014年11月10日 | 石原詢子 時代のうた | Sony Music Direct | DYCL-3067〜71 |

### 映像作品

#### ライブ
| 発売日        | タイトル                                                            | レーベル          | 規格 | 規格品番  |
| ------------- | ------------------------------------------------------------------- | ----------------- | ---- | --------- |
| 2004年2月18日 | デビュー15周年記念 石原詢子リサイタル"花咲きそめし・祭りうた"ライブ | Sony Records      | DVD  | SRBL-1216 |
| 2009年3月11日 | デビュー20周年記念 石原詢子リサイタル〜今・感謝を込めて〜           | Sony Records      | DVD  | SRBL-1320 |
| 2019年1月16日 | 30周年記念リサイタル〜遥かな歌の道〜                                | Sony Music Direct | DVD  | MHBL-336  |

#### ミュージック・ビデオ
| 発売日        | タイトル                 | レーベル          | 規格 | 規格品番      |
| ------------- | ------------------------ | ----------------- | ---- | ------------- |
| 2008年9月24日 | ビデオ全曲集2009         | Sony Records      | DVD  | SRBL-1370〜71 |
| 2016年1月6日  | ビデオヒットコレクション | Sony Music Direct | DVD  | MHBL-288      |

#### 舞台
| 発売日        | タイトル                                                     | レーベル               | 規格 | 規格品番  |
| ------------- | ------------------------------------------------------------ | ---------------------- | ---- | --------- |
| 2006年8月30日 | 劇団シニアグラフィティ旗揚げ公演 昭和歌謡シアター 「終着駅」 | アップフロントワークス | DVD  | UFGP-1005 |
| 2007年9月18日 | 劇団シニアグラフティ 昭和歌謡シアター 「東京」               | アップフロントワークス | DVD  | UFGP-1040 |

### タイアップ曲
| 年              | 楽曲                        | タイアップ                            |
| --------------- | --------------------------- | ------------------------------------- |
| 1998年 - 2001年 | 人恋しぐれ                  | NHK『コメディーお江戸でござる』挿入歌 |
| 1998年 - 2001年 | 花暦                        | NHK『コメディーお江戸でござる』挿入歌 |
| 1998年 - 2001年 | みれん酒                    | NHK『コメディーお江戸でござる』挿入歌 |
| 1998年 - 2001年 | おんなの涙                  | NHK『コメディーお江戸でござる』挿入歌 |
| 1998年 - 2001年 | 浜唄                        | NHK『コメディーお江戸でござる』挿入歌 |
| 2010年 - 2012年 | ひとり日本海                | ABCテレビ『エンカメ』EDテーマ         |
| 2010年 - 2012年 | 何も始まらないなら          | ABCテレビ『エンカメ』EDテーマ         |
| 2010年 - 2012年 | 逢いたい、今すぐあなたに…。 | ABCテレビ『エンカメ』EDテーマ         |
| 2010年 - 2012年 | しあわせの花                | ABCテレビ『エンカメ』EDテーマ         |
| 2010年 - 2012年 | よりそい草                  | ABCテレビ『エンカメ』EDテーマ         |

## 出演

### NHK紅白歌合戦出場歴
| 年度／放送回              | 回数 | 曲目     | 出演順 | 対戦相手 |
| ------------------------- | ---- | -------- | ------ | -------- |
| 2000年（平成12年）/第51回 | 初   | みれん酒 | 03/28  | DA PUMP  |
| 2003年（平成15年）/第54回 | 2    | ふたり傘 | 10/30  | 堀内孝雄 |

### テレビ
- どんとこい民謡（NHK総合、1997 - 1999年） - 司会
- コメディーお江戸でござる（NHK総合・BShi、1998 - 2004年） - 準レギュラー
- オールスター忠臣蔵まつり（NHK総合、1998年12月9日、2000年12月24日）
- コメディー道中でござる（NHK総合、2004 - 2005年） - 準レギュラー

### ラジオ
- いすゞ歌うヘッドライト〜コックピットのあなたへ〜[111]（TBSラジオ、1989年4月 - 1992年3月） - 金曜パーソナリティ
- FMリクエストアワー（NHK名古屋放送局、1996年4月 - 1999年3月）
- 歌謡曲これイチバン！（ラジオ大阪、1995年4月 - 1997年3月）
- せんねん灸プレゼンツ しあわせ演歌・石原詢子です（2005年4月 - ）
  - ラジオ大阪（制作局、水曜日20:30 - 21:00）
  - 文化放送（土曜日6:25 - 6:55）
- 石原詢子の恋する歌謡曲（2007年4月 - 2011年3月）
  - 秋田放送（金曜日11:35 - 11:45）
  - 北陸放送（金曜日5:00 - 5:10）
  - 岐阜放送（月曜日21:00 - 21:30）
  - 四国放送（土曜日6:15 - 6:30）
  - 琉球放送（日曜日5:20 - 5:35）

### CM
- セネファ「せんねん灸」[149]（2001年 - ） - 本人出演、CMソングを歌唱
- JR東海「ぎふデスティネーションキャンペーン」（2007年） - CMソングを歌唱

### 主題歌
- サンデー経済スコープ（NHK総合、1994年）

エンディング・テーマ「予感」
- 新 DX億万長者ゲーム 作って！売って！大儲け！（タカラ、2003年6月19日発売）

オープニング・テーマ「浮世物語」
エンディング・テーマ「ラビリンス」
- 中学生日記（NHK教育、2004年4月19日）

エンディング・テーマ「ガンバレ！ワタシ」 - 番組開始以来初のボーカル入りエンディング・テーマ

### ゲームソフト
- 新 DX億万長者ゲーム 作って！売って！大儲け！(2003年6月19日発売、タカラ） - SLPM-8725

本人をモデルにした秘書・ジュンコ役で声優を務めた。